# Aleksy Strategopulos
Aleksy Strategopulos (gr. Αλέξιος Στρατηγόπουλος; zm. 1271/1275 w Konstantynopolu) – grecki oficer w służbie cesarza nicejskiego Michała VIII Paleologa, uczestnik wojen przeciwko Despotatowi Epiru, zdobywca Konstantynopola 25 lipca 1261 roku.